# ایرنه اسکولار
ایرنه اسکولار (اسپانیایی: Irene Escolar‎؛ زادهٔ ۱۹ اکتبر ۱۹۸۸) بازیگر اهل اسپانیا است. در سال ۲۰۱۶، وی جایزهٔ گویا برای بهترین هنرپیشهٔ زن تازه‌کار را بدست آورد.
از فیلم‌ها یا برنامه‌های تلویزیونی که وی در آن نقش داشته‌است، می‌توان به آفتابگردان‌های کور، ایزابل، تاج شکسته، تصور آرژانتین، زیر پوست گرگ و آلتامیرا اشاره کرد.